# (8380) Tooting
(8380) Tooting (1992 SW17) – planetoida z pasa głównego asteroid okrążająca Słońce w ciągu 4,56 lat w średniej odległości 2,75 au. Odkryta 29 września 1992 roku.